# 에드워드 케어드

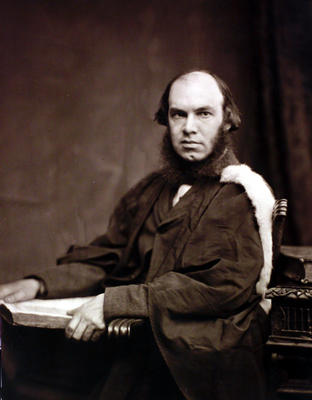

에드워드 케어드(Edward Caird, 1835~1908)는 영국의 철학자이다. 칸트에 관한 상세한 연구를 통하여 헤겔의 절대적 관념론에 도달한 신헤겔주의 학파이다. 명석하고 평이한 문장으로 영국에 헤겔의 사상을 정착시켰다고 평가된다. 그의 형 존 케어드(John Caird, 1820~1898) 역시 열렬한 헤겔 학도였다.